# Алеманія (Аахен)
«Алема́нія» (нім. «Alemannia Aachen») — німецький футбольний клуб з Аахена. Заснований 16 грудня 1900 року. Більшу частину своєї історії клуб виступав у другій Бундеслізі. У другій половині 1960-х років клуб провів три сезони у Бундеслізі, та після успішного сезону 2005/2006 повернувся на один рік до найвйщої ліги чемпіонату Німеччини.
Клуб є частною однойменної спортивної спільноти, яка окрім футболу культивує легку атлетику, настільний теніс та волейбол.

## Історія

### Ранні роки
Клуб заснувала 16 грудня 1900 року група з 18-ти студентів трьох вищих навчальних закладів. Спочатку клуб називався «1.ФК Аахен», але через деякий час отримав назву «ФК Алеманія» у честь старовинної латинської назви Німеччини. У ході Першої світової війни чисельність членів клубу скоротилася з 200 до 37. У 1919 «Алеманія» об'єдналася з клубом «Аахенер Турферайн 1847», та в 1924 році клуби розділились.
Свій перший матч «Алеманія» провела проти бельгійського клубу «Долхайн». «Алеманія» виграла перший чемпіонат ліги Рейнланд-Вестфалії в 1907 році, з 1909 року клуб брав участь у турнірі Західнонімецької ліги, з 1921 року — у Рейнгаулізі. У 1928 році збудовано власний стадіон.

### 1930-1953
Найвищим успіхом у початку 1930-х років був вихід у фінал чотирьох Західногерманской ліги. Після приходу до влади нацистів німецький футбол був реорганізований, і «Алеманія» стала грати у гаулізі Середній Рейн (Миттельрайн). У 1938 році клуб одержав перемогу у лізі й заслужив право грати у національному фіналі, але внаслідок протестів клуба «Бойель» не був допущений до змагань.
Першим серйозним успіхом «Алеманії» став вихід до фіналу Кубку ФРН 1952-53, де клуб програв клубу Рот-Вайс (Ессен) з рахунком 1:2.

### Єдиний чемпіонат ФРН. 1963-1990
Після створення єдиного чемпіонату Західної Німеччини у 1963 році «Алеманія» була розподілена до другого дивізіону — Регіональна ліга «Захід». У 1965 році вона знов вийшла у фінал Кубка Німеччини, де програла дортмундській Боруссії з рахунком 0:2.

У 1967 році клуб переміг в регіональній лізі та у сезоні 1967/1968 дебютував у Бундеслізі. На наступний рік був досягнутий найкращий результат в історії клубу — «Алеманія» зайняла друге місце в Бундеслізі. У наступному сезоні клуб набрав лише 1 очко у виїзних матчах, й зайняв 18-е місто вернувся у регіональну лігу «Захід». У 1990 році,  «Алеманія» вилетіла у третій дивізіон.

### Друга Бундесліга. Нинішня історія
Перші сезони у Другій Бундеслізі  стали важкими як в ігровому плані, так і в фінансовому. У 2003 році до клубу прийшло нове керівництво, котрому вдалося покращити фінансовий стан, посилити склад клубу. У 2004 році «Алеманія» у третій раз вийшла у фінал Кубку Німеччини, вибив по ходу такі клуби як Мюнхен 1860, Баварія (Мюнхен) та Боруссія (Менхенгладбах). У фіналі команда зустрілася з чемпіоном Німеччини бременським Вердером та програла йому 2:3.

Вихід у фінал Кубку Німеччини дозволив «Алеманії» виступати у Кубку УЄФА 2004/2005, у котрому вона дійшла до 1/16 фіналу, де програла майбутньому півфіналістові АЗ. 

У сезоні 2005/2006 «Алеманія» зайняла друге місце у турнірі Другої Бундесліги та після 36-літньої відсутності повернулася до найвищого дивізіону німецького футболу, котрий роком пізніше покинула знову.

## Досягнення
- Віце-чемпіон Німеччини: 1969
- Фіналіст Кубка Німеччини: 1953, 1965, 2004